# Ibaneis Rocha
Ibaneis Rocha Barros Junior GOMTGV (Brasília, 10 de julho de 1971) é um advogado e político brasileiro, filiado ao Movimento Democrático Brasileiro (MDB). É governador do Distrito Federal desde 2019.
Ibaneis Rocha exerceu diversas funções na seccional da Ordem dos Advogados do Brasil no Distrito Federal (OAB-DF), tendo-a presidido entre 2013 e 2015.
Em 2018, candidatou-se ao cargo de governador do Distrito Federal, alcançando 41,01% dos votos válidos (634 008 votos) no primeiro turno e derrotando no segundo turno o então governador Rodrigo Rollemberg (PSB) com 69,79% dos votos válidos (1 042 574 votos). Foi reeleito em primeiro turno nas eleições de 2022. Rocha é o primeiro governador do Distrito Federal nascido na própria capital do país, embora tenha vivido parte da sua infância no Piauí, região natal dos seus pais.
No dia 9 de janeiro de 2023, após as Invasões na Praça dos Três Poderes por radicais bolsonaristas, Rocha foi afastado do cargo por 90 dias por determinação do ministro do Supremo Tribunal Federal Alexandre de Moraes, por suposta omissão em coibir os ataques. Em 15 de março de 2023, Alexandre de Moraes revogou o afastamento de Ibaneis Rocha e o governador voltou a exercer o mandato imediatamente.
Em março de 2025 o ministro do Alexandre de Moraes acolheu manifestação da PGR e arquivou inquérito que investigava Ibaneis sobre os fatos de 8 de janeiro de 2023 

## Biografia
Filho do administrador Ibaneis Rocha Barros e técnico de farmácia na SES/DF, já falecido, e da auxiliar de enfermagem Maria Mercedes, nascidos nas cidades de Riacho Frio e Ribeiro Gonçalves, no Piauí, Ibaneis Rocha nasceu no Hospital de Base do Distrito Federal, quando seus pais tiveram que passar um período em Brasília. Viveu sua infância no interior do Piauí, se fixando, aos 8 anos de idade, na cidade onde seus pais moravam, Corrente, no extremo sul do estado. Possui como irmão Renato Barros e Érica Barros.
Lá cursou o ensino médio no Colégio São José, tendo antes concluído o ensino fundamental no Colégio Irmãs Mercedárias (Colégio das Irmãs), também naquela cidade. Durante a juventude, Ibaneis Rocha trabalhou como feirante, empacotador e comerciante. Casou-se com uma moradora de Taguatinga, a advogada Mayara Noronha de Albuquerque, filha de servidores públicos e com ela teve seu filho Mateus. Em casamento anterior, com a contadora Luzineide de Carvalho, teve outros dois filhos: Caio e João Pedro. . Ibaneis Rocha e Luzineide Getro também tinham ascendentes como parentes. Anderson Lobato era primo de Salustiano Lobato Rocha e da avó de Ibaneis Rocha. 

### Carreira na advocacia
Retornando a Brasília aos 15 anos, para os estudos, Ibaneis se graduou em Direito pelo Centro Universitário de Brasília (UniCeub), depois de ser acolhido por muito tempo na casa de sua tia Nelci, em Sobradinho, DF.  Depois, pela Universidade Mackenzie de São Paulo, fez pós-graduação em Direito processual do trabalho e Direito processual civil.  Em 1990, abriu seu próprio escritório de advocacia na Capital da República, onde trabalhou como advogado em várias categorias do serviço público durante boa parte de sua vida.
Em razão da dedicação à profissão, entre os anos de 2008 e 2009, Ibaneis Rocha foi vice-presidente da Ordem dos Advogados do Brasil (OAB-DF), entre 2007 e 2010, ocupou o cargo de Secretário-Geral da Comissão Nacional de Prerrogativas do Conselho Federal da OAB, entre 2013 e 2015, presidiu a seccional da OAB no Distrito Federal, enfrentando, nessa eleição, uma chapa formada por uma família tradicional no ramo de Direito, e, em 2016, assumiu como diretor do Conselho Federal e corregedor-geral da entidade para um mandato de três anos.

## Trajetória política
Após 25 anos atuando como advogado, Ibaneis Rocha concorreu pela primeira vez a um cargo público aos 47 anos de idade quando se candidatou ao cargo de Governador do Distrito Federal. Oficializou sua candidatura no dia 5 de agosto de 2018, tendo como seu vice o empresário Paco Britto (Avante) em uma chapa composta inicialmente pelo MDB, Avante, PP, PSL, PPL e PSC, mas este último deixou a aliança para apoiar o ex-governador Rogério Rosso, do PSD. Ibaneis afirmou que o governador Rodrigo Rollemberg ofereceu-lhe a vaga de vice-governador em sua chapa, o que rejeitou, preferindo continuar com sua própria candidatura.
Na primeira pesquisa Ibope, Ibaneis obteve apenas 2% das intenções de votos, empatando com os candidatos Fátima Sousa (PSOL) e Alexandre Guerra (Novo), ficando à frente apenas de Renan Rosa (PCO) e Antônio Guillen (PSTU) e ficando atrás da ex-deputada distrital Eliana Pedrosa (PROS), do governador Rodrigo Rollemberg (PSB), do deputado federal Alberto Fraga (DEM), do ex-governador e atual deputado federal Rogério Rosso (PSD), do General Paulo Chagas (PRP) e de Júlio Miragaya (PT).
Em uma semana, Ibaneis chegou a crescer 14 pontos percentuais, alcançando a marca de 34% das intenções de voto, superando com ampla vantagem os demais oponentes. Na última pesquisa antes do primeiro turno, Ibaneis tinha 43% de intenções de votos válidos, enquanto a segunda colocada Eliana Pedrosa tinha apenas 14%.
No dia 7 de outubro de 2018, no primeiro turno das eleições gerais no Brasil, alcançou a marca de 41,97% dos votos válidos contra 13,94% de Rodrigo Rollemberg e 11,24% de Rogério Rosso, sendo impulsionado pela busca da renovação na política.
No segundo turno das eleições, Ibaneis conseguiu o apoio do terceiro colocado na disputa ao Palácio do Buriti, Rogério Rosso (PSD), e do senador eleito Izalci Lucas (PSDB). Rocha também recebeu apoio do Patriota, que apoiou Eliana Pedrosa (PROS) no primeiro turno; do Podemos, que apoiou Rogério Rosso; do governador eleito de Goiás, Ronaldo Caiado (DEM); do senador Cristovam Buarque e de seu partido, o PPS, que foi candidato à reeleição na chapa de Rogério Rosso e foi derrotado, 16 anos após seu mandato; do ex-deputado federal Jofran Frejat e de todo o PR; dos partidos DC e PSDB, que compunham a chapa de Alberto Fraga (DEM); do candidato Paulo Chagas, do PRP; do PRB, do SD e do PSC, que compunham a chapa de Rogério Rosso; e do PTB, do PHS e do PMB, que fizeram parte da chapa de Eliana Pedrosa (PROS).
Em 28 de outubro de 2018, alcançando a soma de 1 042 574 votos (69,79% dos votos válidos), Ibaneis Rocha foi eleito governador do Distrito Federal e venceu o então governador Rodrigo Rollemberg do Partido Socialista Brasileiro, que ficou em segundo lugar com a soma de 451.329 votos (30,21% dos válidos).

## Governador do Distrito Federal

### Situação de emergência na saúde
Em uma das primeiras ações de seu governo, Ibaneis Rocha assinou um decreto declarando situação de emergência na saúde pública do Distrito Federal, permitindo que o governo nomeie aprovados em concursos, faça compras sem licitação, autorize a realização de horas extras pelos servidores, faça contratações temporárias e se utilize da declaração pleitear verba federal. O relatório utilizado para a declaração afirma que a falta de leitos e de profissionais, armazenamento inadequado de medicamentos e cabeamentos de internet e de energia expostos são questões recorrentes em todos os hospitais. Em 2015, o governador do Distrito Federal, Rodrigo Rollemberg, do PSB,também decretou situação de emergência na saúde, estendendo o decreto por dois anos e meio.

### Escolas cívico-militares
Ibaneis Rocha iniciou no Distrito Federal um programa de gestão compartilhada das escolas públicas da unidade federativa. No modelo, a Polícia Militar fica responsável pela segurança, no dia a dia dos estudantes e na promoção de atividades esportivas e musicais, além de se tornar obrigatório aos estudantes um padrão de corte de cabelo. Para a implementação das medidas, o governo se utilizou de votações para analisar a proposta.   O governador, no entanto, não respeitou os resultados das urnas, anunciando que mesmo as escolas que rejeitaram a proposta passariam por essa implementação da gestão, fato que gerou a demissão de seu secretário da educação, Rafael Parente, contrário a medida.  Sobre a imposição das mudanças, o governador afirmou que quem achasse ruim deveria ir a justiça, que a votação tinha caráter meramente consultivo e que tinham sido manipuladas. Na Câmara, a postura foi criticada pelos parlamentares Leandro Grass (Rede), Fábio Felix (Psol) e Arlete Sampaio (PT). 
De acordo com o Relatório de Gestão de 2019 da Polícia Militar do Distrito Federal (PMDF), em um universo de 6.995 estudantes em escolas públicas militarizadas, foram aplicadas 22.102 medidas disciplinares, incluindo “advertência verbal, escrita, suspensão de sala de aula até transferência de unidade escolar.”

### Restrições ao Passe Livre
Ibaneis Rocha anunciou mudanças no Passe Livre Estudantil. Em uma primeira versão, o governo tentava criar um passe parcial em que os alunos pagassem até um terço do valor na catraca. Após protestos de estudantes no Eixo Monumental, anunciou um novo projeto, entregue a Câmera Legislativa do Distrito Federal, que prevê mudanças nas regras, que passaria a valer para alunos da rede pública e bolsistas da rede privada, dos que utilizam programas de financiamento como Fies e ProUni e de usuários com renda familiar de até três salários mínimos. A justificativa para as mudanças é que a gratuidade, segundo o governo, aumentaram muito o custo do transporte público no DF. Após a falta de apoio explícito entre os parlamentares distritais e a continuidade dos protestos, o líder do governo na Câmara, o deputado Cláudio Abrantes, do PDT, anunciou a retirada do projeto de lei para eventuais reformulações.

### Contratos suspeitos para limpeza de hospitais
Em julho de 2019, o desembargador Mário-Zam Belmiro Rosa, do TJDFT, suspendeu contratos para limpeza de hospitais públicos de Brasília por suspeitas de irregularidades e ilegalidades, na medida em que durante o processo de contratação, propostas de preços mudaram e documentos foram entregues após o final do prazo estipulado pelo governo, o que foi refutado pela empresa contratada. A empresa foi contratada sem licitação e de caráter emergencial, para realizar serviços de limpeza, higienização, conservação, asseio e desinfecção dos hospitais da rede pública do DF em até 180 dias. Após anular a contratação, o governo exonerou 22 servidores que estavam envolvidos no processo. 

### Museu da Bíblia
Em outubro de 2019, visando agradar o eleitorado e os parlamentares evangélicos, Ibaneis Rocha assinou um termo de compromisso para viabilizar, por meio de recursos de emendas parlamentares, a construção do Museu da Bíblia, que seguiria um projeto elaborado por Oscar Niemeyer em 1987. A ideia do governador é, após conseguir a autorização do Instituto do Patrimônio Histórico e Artístico Nacional para ser iniciado, pois a área prevista para a construção está tombada, que o monumento seja entregue no menor prazo possível até o fim de seu mandato, se tornando, segundo o governador a maior obra de Brasília.

### Carros Elétricos
Ibaneis Rocha viabilizou, em parceria com empresas privadas, um projeto de concessão de carros elétricos ao governo distrital que, segundo a Secretaria de Ciência, Tecnologia e Inovação poderia gerar economia de até R$ 8 milhões de reais por ano para o governo, além de diminuir a emissão de gás carbônico. O projeto consiste em usar os veículos elétricos, de forma compartilhada, para deslocar servidores públicos em trajetos curtos a trabalho, substituindo automóveis do governo. O governador também anunciou um projeto de lei que isenta o pagamento de IPVA para veículos elétricos no Distrito Federal.

## Desempenho em eleições
| Ano  | Eleição             | Candidato a | Partido | Coligação                                                       | Vice                 | Votos                                                        | %                                                        | Resultado |
| ---- | ------------------- | ----------- | ------- | --------------------------------------------------------------- | -------------------- | ------------------------------------------------------------ | -------------------------------------------------------- | --------- |
| 2018 | Eleições distritais | Governador  | MDB     | Pra Fazer a Diferença (MDB, Avante, PP, PSL, PPL)               | Paco Britto (Avante) | 634 008 (1º - Primeiro turno) 1 042 574 (1º - Segundo turno) | 41,97% (1º - Primeiro turno) 69,79% (1º - Segundo turno) | Eleito    |
| 2022 | Eleições distritais | Governador  | MDB     | Unidos Pelo DF (MDB, PP, PL, Avante, Agir, PROS, Solidariedade) | Celina Leão (PP)     | 832 633 (1º - Primeiro turno)                                | 50,31% (1º - Primeiro turno)                             | Eleito    |

## Controvérsias

### Processo contra deputados distritais
Em seu primeiro mês de mandato como governador, Ibaneis Rocha ameaçou processar os deputados distritais que votassem contra um projeto de lei que prevê a extensão do modelo de gestão do Hospital de Base, em que se permite compras sem licitação caso ela não fosse aprovada.  Posteriormente, porém, o governador recuou na declaração de que processaria parlamentares. Na manhã deste sábado, disse acreditar que tanto os deputados da base quanto os da oposição querem o melhor para a sociedade e que não havia necessidade de entrar com ação judicial contra eles.

### Parque da Disney
Ibaneis Rocha afirmou em entrevista que estaria realizando estudo e conversando com representantes da Disney para viabilizar a construção de um parque no Distrito Federal. A Disney no entanto, desmentiu o governador e afirmou que, embora o Brasil seja um mercado atrativo, não há planos para a construção de parques no país. No dia seguinte Ibaneis afirmou que gostaria de ter algum parque na unidade federativa e não necessariamente da Disney, anunciando atrativos para que isso fosse viabilizado.

### Proibição de atendimento a pacientes do Entorno
Ibaneis Rocha anunciou um decreto que visava proibir que hospitais públicos do Distrito Federal atendessem pacientes do Entorno em meio a pandemia do COVID-19, o que, segundo o governador, seria justificado pelo estado de calamidade provocado pela pandemia. O governador de Goiás, Ronaldo Caiado, afirmou que recebeu a notícia com preocupação e tristeza e que o vírus teria chegado à população por meio de Brasília, que tem um poder aquisitivo mais alto. Posteriormente, Ibaneis anunciou a suspensão das medidas até a inauguração de um hospital de campanha em Águas Lindas, em Goiás.

### Despejo de famílias pobres no CCBB
Em Brasília, no dia 7 de abril de 2021, Ibaneis Rocha, enquanto governador do Distrito Federal, fez-se cumprir uma ordem de despejo ilegal de cerca de 38 famílias sem-teto que viviam em barracos de madeira, em uma área próxima ao Centro Cultural Banco do Brasil, durante a pandemia de COVID-19. A ordem foi cumprida sob truculência policial contra as famílias e outras pessoas que protestavam contra a medida no local, incluindo moradores de regiões vizinhas, ativistas e representantes de ONGs dos Direitos Humanos e o deputado distrital Fábio Félix (PSOL), e transmitida ao vivo em redes sociais. No local as famílias viviam da coleta de materiais recicláveis do lixo, onde havia também uma pequena escola, regida por professores voluntários, que atendia à 18 crianças da comunidade. Os ativistas foram presos e liberados posteriormente sob fiança.
Sobre sua ação, ao ser questionado no dia 8 de abril de 2021 em uma entrevista por telefone ao SBT, disse que "o momento do despejo é mais do que apropriado", que "estava apenas cumprindo ordens", e que "pouco se importa com o que a oposição diz sobre sua ação", pois "Brasília não pode virar uma favela" e "tudo estava sendo feito segundo a lei".

### Compra de franquias do Flamengo
O governador, que é torcedor assumido do time carioca, adquiriu duas franquias que comercializa produtos do time em sociedade com os próprios filhos, Ibaneis tem outros vínculos com o time, incluindo a liberação de público no DF em Junho após a solicitação do time para partida válida pela Libertadores e o fato do BRB, banco que tem o governo distrital como principal acionista, ser patrocinador master do clube e manterem juntos uma parceria para um banco digital, levando em consideração isso, o deputado Leandro Grass (REDE) encaminhou documento para órgãos de fiscalização para apurar possível improbidade, "uma vez que a autorização para realização de jogos com público, em Brasília, interfere diretamente no faturamento de suas lojas, que são licenciadas pelo Flamengo".